# 库洛布尔
库洛布尔（法語：Coulobres，法語發音：[kulɔbʁ]）是法国埃罗省的一个市镇，属于贝济耶区。

## 地理
库洛布尔（43°26'59"N, 3°16'46"E）面积2.99 平方千米，位于法国奧克西塔尼大區埃罗省，该省份为法国南部沿海省份，南濒地中海，西南接奥德省，西北接塔恩省和阿韦龙省，东北与加尔省接壤。
与库洛布尔接壤的市镇（或旧市镇、城区）包括：阿贝扬、埃斯蓬代扬、普佐勒、皮萨利孔、塞尔维扬。

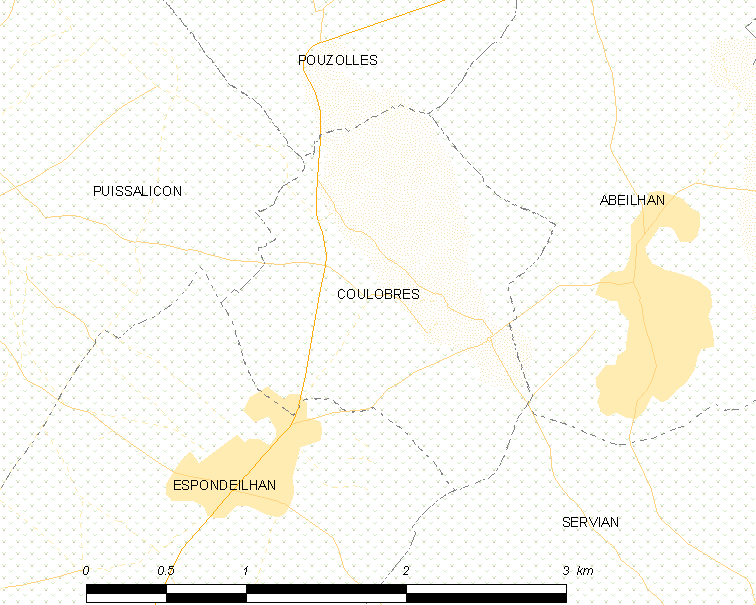
库洛布尔的OSM定位图

库洛布尔的时区为UTC+01:00、UTC+02:00（夏令时）。

## 行政
库洛布尔的邮政编码为34290，INSEE市镇编码为34085。

## 政治
库洛布尔所属的省级选区为佩兹纳斯县。

## 人口

1962-2008年间库洛布尔人口变化图示

库洛布尔于2022年1月1日时的人口数量为371人。